# Indisk gråfågel
Indisk gråfågel (Coracina macei) är en vida spridd asiatisk fågel i familjen gråfåglar inom ordningen tättingar.

## Utbredning och systematik
Indisk gråfågel delas in i åtta underarter med följande utbredning:
- - Coracina macei macei – Indien söder om Himalaya (Garhwal till Travancore)
  - Coracina macei layardi – Sri Lanka

Tidigare inkluderades bestånd österut till Vietnam och söderut till Malackahalvön som en del av Coracina macei, då med namnet större gråfågel. Merparten av dessa har dock förenats med en population på Java till arten orientgråfågel (C. javensis). Fåglar på Malackahalvön har urskilts till egna arten malackagråfågel (C. larutensis).

## Status och hot
Arten har ett stort utbredningsområde och en stor population. Den tros dock minska i antal till följd av habitatförlust och jakttryck, dock inte tillräckligt kraftigt för att anses vara hotad. Utifrån dessa kriterier kategoriserar internationella naturvårdsunionen IUCN arten som livskraftig (LC).

## Namn
Fågelns vetenskapliga artnamn hedrar franska läkaren och naturforskaren Jean Macé.